# Aeroportul Nervino
Aeroportul Nervino (IATA: NVN, FAA LID: O02) este un aeroport din California, Statele Unite ale Americii. Aeroportul a fost tranzitat în 2019 de 6 pasageri.
Situat la o altitudine de 1.494 m, aeroportul dispune de 1 pistă.

## Infrastructură

### Piste
Aeroportul dispune de o singură pistă. Pista 08/26 are suprafața de asfalt și dimensiunile 4.651 picioare × 75 picioare. 